# Зелёный Клин
Зелёный Клин (укр. Зелений Клин), Зелёная Украи́на (укр. Зелена Україна), или Закита́йщина (укр. Закитайщина) — историческое переселенческое название южной территории Дальнего Востока Российской империи и Российской Федерации (Амурская область, Приморский край, Хабаровский край, Сахалинская область). Во время Гражданской войны на территории Зелёного Клина проходил Всеукраинский съезд Дальнего Востока.
Первоначально клином украинцы называли земельный надел, а к концу XIX века так стали называть заселённые украинцами земли к востоку от основной территории Украины. Также существует версия, что Клин обозначает географические контуры Зелёного Клина.

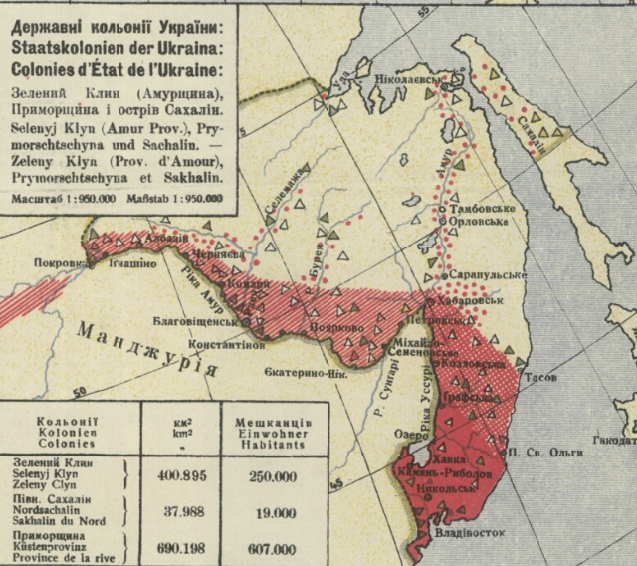
Зелёный Клин на карте 1920 года

На юге Дальнего Востока вместе с названием «Зелёный Клин» использовались также «Новая Украина», «Дальневосточная Украина», «Зелёная Украина». В краеведческой литературе использование названия «Дальневосточная Украина» было зафиксировано в 1905 году относительно южной части Уссурийского края.
Известны также другие Клины, например: «Жёлтый Клин» (среднее и нижнее Поволжье), «Малиновый Клин» (Кубань) и «Серый Клин» (Юго-Западная Сибирь и Северный Казахстан).

## Российская империя
Название «Зелёный Клин» появилось в конце XIX — начале XX веков, благодаря массовому переселению крестьян Российской империи на юг дальневосточного региона Российской империи. Ранее также существовало другое украинское название этого региона — Закитайщина. Первоначально под Зелёным Клином подразумевалась территория Приамурья и Уссурийского края, ставшая основным объектом переселения украинцев на Дальний Восток во второй половине XIX — начале XX веков.
По данным переписи населения Российской империи (1897), из 223 000 жителей Приморской области 33 000 (15 % населения) указали украинский в качестве родного. По данным советского историка В. М. Кабузана, в 1883—1905 годах на Дальний Восток переселилось более 172 876 человек, из малороссийских губерний — 109 510 человек, или 63,4 % переселенцев. С продолжением переселения на Дальний Восток к 1912 году, по данным чиновника Приморской области А. А. Меньщикова, из 22 122 семей, переселившихся в 1858—1914 годах в Приморскую область, 15 475 (70 %) были с Украины. По данным Всесоюзной переписи населения 1926 года, на территории Дальневосточного края 315 203 человек указали себя украинцами, что составило 18,1 % населения региона.
Один из корреспондентов того времени, И. Иллич-Свитыч так описывал город Уссурийск в 1905 году:

Это большое малорусское село. Главная и самая старая улица — Никольская. Вдоль всей улицы, по обеим сторонам, вытянулись белые мазанки, местами и теперь ещё крытые соломой. В конце города, при слиянии Раковки с Супутинкой, как часто и на коренной Украине, устроен «ставок», подле которого живописно приютился «млынок», так что получалась бы вполне та картина, в которой «старый дид» в одной песне смущает «молоду дивчину» — «и ставок, и млынок, и вишневенький садок», если бы этот последний был налицо. Среди русского населения, не считая казаков, малороссы настолько преобладают, что сельских жителей городской, так называемый интеллигентный, называет не иначе, как «хохлами». И действительно, среди полтавцев, черниговцев, киевских, волынских и других украинцев переселенцы из великорусских губерний совершенно теряются, являясь как бы вкраплением в основной малорусский элемент. Базар в торговый день, например, в Никольске-Уссурийском весьма напоминает какое-нибудь местечко на Украине; та же масса круторогих волов, лениво пережёвывающих жвачку подле возов, наполненных мешками муки, крупы, сала, свиных туш и т. п.; та же украинская одежда на людях. Повсюду слышится весёлый, бойкий, оживлённый малорусский говор, и в жаркий летний день можно подумать, что находишься где-нибудь в Миргороде, Решетиловке или Сорочинцах времён Гоголя.

## Первый Всеукраинский съезд Дальнего Востока

Проект флага Зелёного Клина

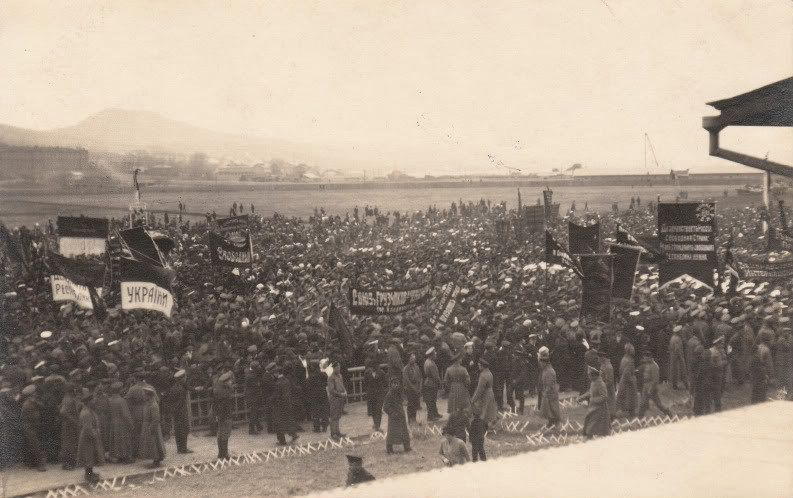
Украинская колонна (слева) в составе первомайской демонстрации во Владивостоке, 1917

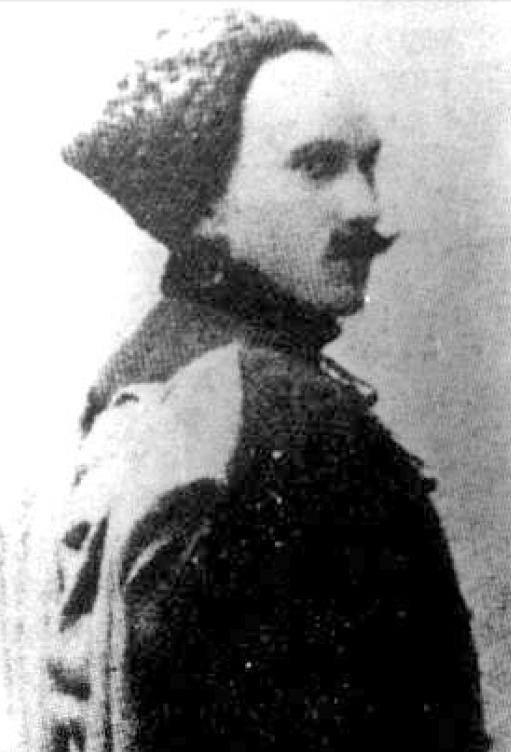
Юрий Глушко — глава украинского краевого секретариата

Первый Всеукраинский съезд Дальнего Востока состоялся 11 июня 1917 года в городе Никольске-Уссурийском (ныне Уссурийск). На съезде было сформировано несколько комиссий, которые разработали первоочередную тактику действия для украинских организаций Зелёного Клина. На первом месте стояла задача — расширить пропагандистскую работу среди украинцев, и прежде всего среди селян и солдат. Для этого признавалось необходимым открытие по всему Зелёному Клину кружков товарищества «Просвита», украинских библиотек и школ, приступить к печатанию массовых украинских газет и к проведению специальных лекций по украинским проблемам. С тем, чтобы «поднять национальное самосознание украинцев и развеять гипноз прошлого, когда русская власть активно проводила русификацию и боролась с украинским национальным движением».
Также было принято решение требовать от Временного правительства предоставления государственной национальной автономии Украине и Зелёному Клину в составе России и создание в русском правительстве специального министерства по украинским делам. Этого же требовала Центральная Рада в Киеве, но только для Украины. Было принято решение приступить к формированию государственных органов в Зелёном Клине и к созданию своих национальных вооружённых сил. Высшим представительным органом Зелёного Клина должна была стать Дальневосточная краевая Рада, которая и была сформирована на съезде. На местах представительная власть находилась у окружных Рад (всего их было создано десять, в том числе в Забайкалье и Маньчжурии). Исполнительная власть передавалась Краевому секретариату, статус деятельности которого предстояло принять на следующем съезде. Тогда же предполагалось его и сформировать.
Стали открываться украинские школы, несмотря на нехватку учительских кадров и учебников. Во многих дальневосточных городах стали издаваться украинские газеты. Самыми известными были «Щире слово», «Украинец в Зелёном Клине» во Владивостоке, «Ранок» в Хабаровске, «Амурский украинец» в Благовещенске и «Засив» в Харбине.
Ситуация изменилась в 1922 году, когда на Дальнем Востоке окончательно установилась советская власть. Лидеры и активные участники движения подверглись репрессиям, кульминацией которых стал показательный процесс 1924 года.

## Зелёный Клин в художественной литературе
В 1936 году украинский писатель Иван Багряный (1907—1963), осуждённый на пять лет лагерей, бежал и скрывался в Зелёном Клине. Впечатления этого периода жизни нашли своё отражение в написанном в 1944 году романе «Звероловы», который был позднее переименован самим автором и известен под новым названием как «Тигроловы». Через два года писатель вернулся домой.
Также о Зелёном Клине писал Иван Басаргин в романе «Дикие пчёлы».

### Исторические документы
- Первая Всеобщая перепись населения Российской Империи 1897 г. Под ред. Н. А. Тройницкого. т. II. Общий свод по Империи результатов разработки данных Первой Всеобщей переписи населения, произведённой 28 января 1897 года. — СПб., 1905. — Таблица XIII. Распределение населения по родному языку.
- Телеграмма Зам. ППГПУ ДВ Чибисова в Москву в ГПУ с информацией об аресте Приамурской окружной украинской рады. 1922 г., 25 декабря, г. Чита. № 89. — цит. по Нам И. В. Культурно-национальная автономия в истории России : Документальная антология. — Т. II. Дальний Восток. 1921—1922. — C. 80—89. (недоступная ссылка — история, копия)
- Всесоюзная перепись населения 1926 года. — М.: Издание ЦСУ Союза ССР, 1928—29. — Т. 9. С. 34—51; Т. 10. С. 9—13; Т. 11. С. 8—17; Т. 14. С. 6—16; Т. 15. С. 8—13; Т. 16. С. 8—12; Т. 17. С. 8—25; Таблица VI. Население по полу, народности.